# OpenMosix

Przykład przepływu procesów i danych na klastrze openMosix.

openMosix – system zarządzania klastra komputerowego dla Linuksa realizujący założenia Single System Image. 
Zainicjowany przez Moshe Bara w lutym 2002 roku jako odgałęzienie projektu MOSIX, w odpowiedzi na zmianę licencji MOSIX-a, który stał się zamkniętym oprogramowaniem. Obecnie openMosix nie zawiera już kodu MOSIX-a.
Projekt openMosix został zamknięty 1 marca 2008 roku. Kod źródłowy oraz archiwa list mailingowych są wciąż dostępne na SourceForge.net w trybie tylko do odczytu. Prace nad kodem są kontynuowane w ramach projektu LinuxPMI.
openMosix był rozpowszechniany jako łatka na jądro systemu Linux oraz jako Live CD (dyne:bolic, clusterKnoppix, Quantian, PlumpOS, CHAOS, clusterix). Przez pewien czas dystrybucja Gentoo również oferowała jako jedną z opcji jądro z openMosix, jednak zostało ono usunięte w lutym 2007 r.
Projekt openMosix był stabilny dla jąder w wersji 2.4, dla jąder w wersji 2.6 pozostał w fazie alfa. Obsługa architektur 64-bitowych obejmowała wyłącznie platformę AMD64, jądra w wersji 2.6.